# Transports dans les Ardennes
Malgré sa situation géographique entre plusieurs des principaux centres démographiques et économiques de l'Europe (l'Île-de-France, le Nord-Pas-de-Calais et la Lorraine en France, le Benelux et la Ruhr), le département français des Ardennes est relativement isolé en matière de transports. Les principaux axes de transport autoroutier et ferroviaire contournent le département, alors que les itinéraires les plus courts de Paris à Cologne ou de Lille à Strasbourg passent par Charleville-Mézières. Le département ne compte aucun aéroport, et le transport fluvial a presque disparu.

## Transport routier

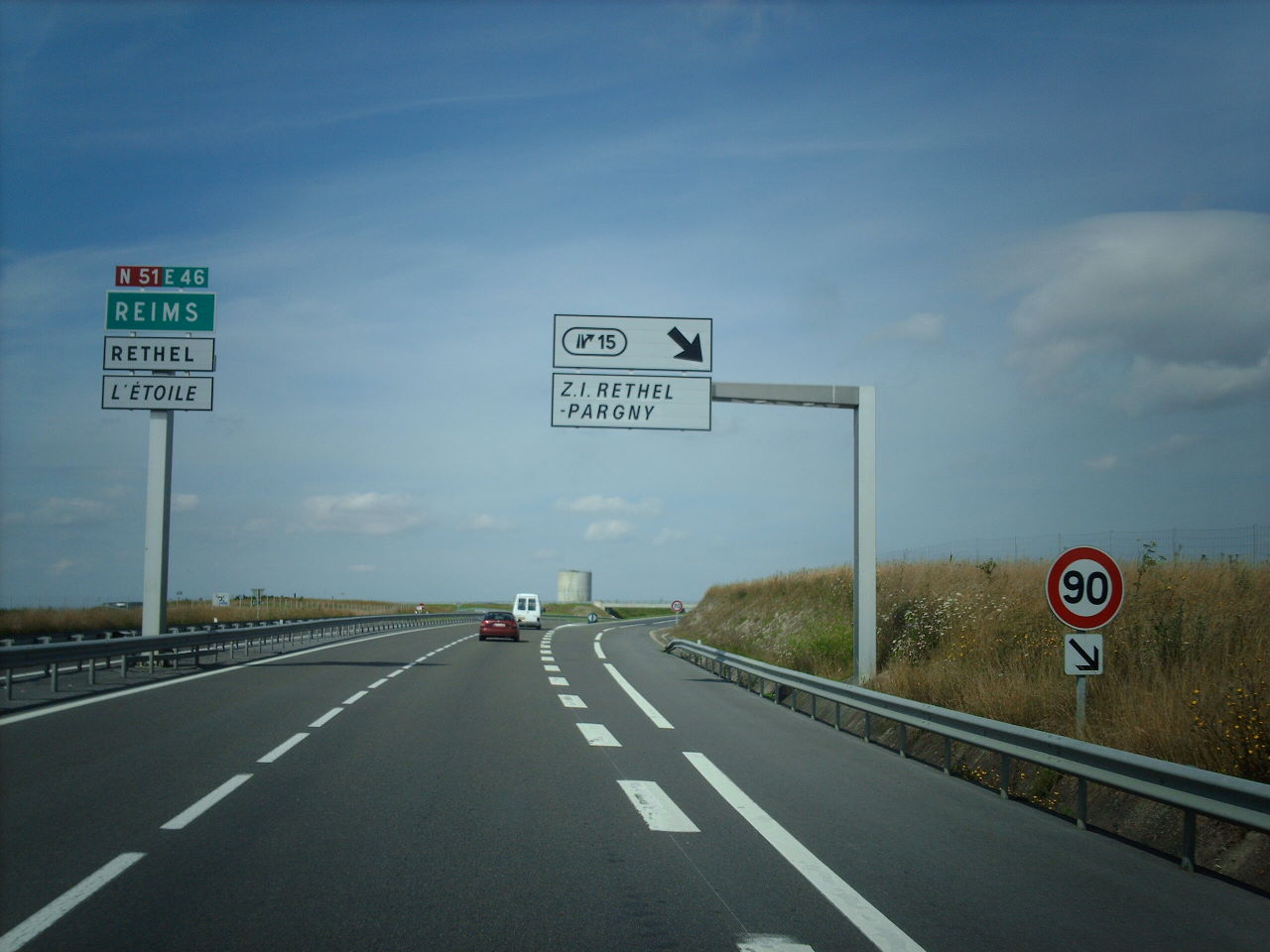
La route nationale 51 au niveau de Rethel.

### Infrastructures routières
Le principal axe routier des Ardennes relie Paris et Reims à la Belgique. Après avoir traversé Rethel, cet axe atteint Charleville-Mézières où il se divise en deux branches, l'une se dirigeant vers la province belge du Luxembourg via Sedan, l'autre vers Charleroi via Rocroi. Initialement composées de routes nationales (RN 51 et RN 58), les trois branches de ce « Y ardennais » sont progressivement aménagées en autoroutes (A34 et A304) depuis la fin des années 1990. Ces autoroutes, construites dans un objectif de désenclavement d'un département en déclin démographique et économique, sont gratuites et non concédées.

### Transport collectif de voyageurs
Les Ardennes sont desservies par le réseau régional de transport routier Fluo Grand Est, qui compte 8 lignes interurbaines (hors transport scolaire) dans le département, ainsi que du transport à la demande. Ces services sont exploités par la Régie départementale des transports des Ardennes.

## Transport ferroviaire

### Historique

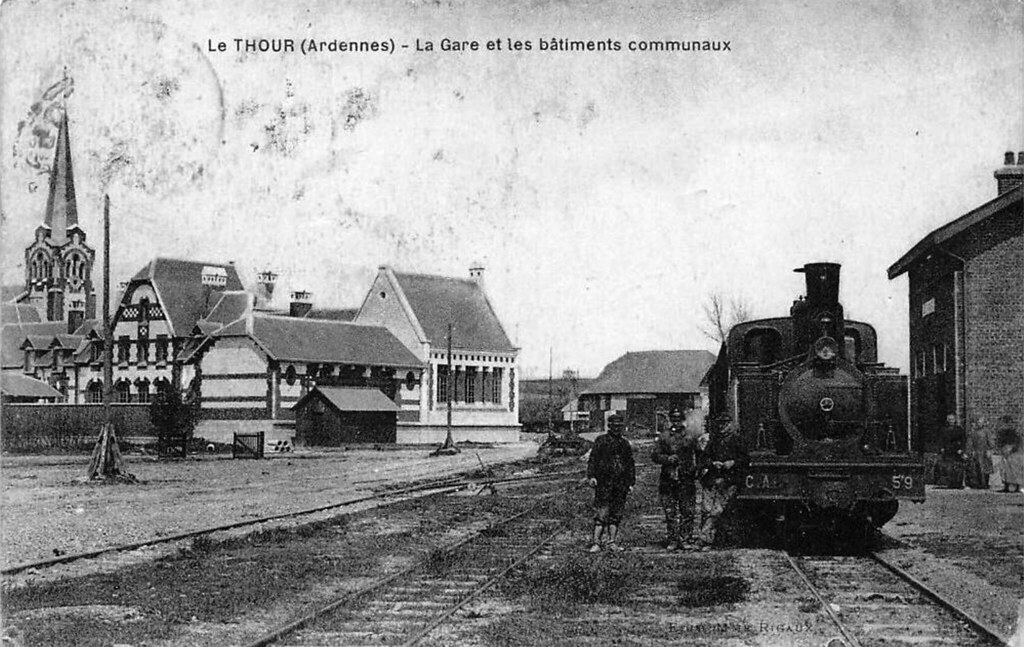
La gare du Thour de la Compagnie des chemins de fer départementaux à voie étroite des Ardennes.

La première ligne de chemin de fer a ouvert dans le département à la fin des années 1850, entre Reims et Charleville-Mézières et embranchement vers Sedan. Le réseau d’intérêt général a été développé par la Compagnie des chemins de fer de l'Est. À la fin du XIXe siècle, le chemin de fer d’intérêt général atteignait Attigny, Carignan, Charleville-Mézières, Fumay, Givet, Liart, Mouzon, Rethel, Revin, Sedan et Vouziers ; Challerange et Amagne - Lucquy étaient des nœuds ferroviaires.
L'axe ferroviaire reliant le Nord-Pas-de-Calais à la Lorraine par Charleville-Mézières revêt une importance particulière, en raison du volume croissant de charbon transporté entre ces deux régions. Trois itinéraires successifs seront construits entre Charleville-Mézières et Hirson pour supprimer les contraintes liées à la déclivité de l'itinéraire d'origine. Cette ligne sera également la première électrifiée dans le nord-est de la France après que l'Armée a levé le veto qu'elle opposait jusque-là, en 1954-1955 ; dix ans plus tard, l'axe Reims-Charleville-Mézières sera électrifié à son tour.
Les Ardennes ont également été desservies à partir de 1895 par l'important réseau de chemins de fer d’intérêt local exploité par la Compagnie des chemins de fer départementaux à voie étroite des Ardennes. Ce réseau, initialement à écartement étroit de 800 mm, a été partiellement converti à l'écartement métrique dans les années 1900. À la veille de la Première Guerre mondiale, ce réseau s'étendait sur plus de 300 km ; plusieurs lignes franchissaient la frontière belge. D'autres lignes d'intérêt local, moins nombreuses, étaient exploitées par les Chemins de fer de la Banlieue de Reims, la Société nationale des chemins de fer vicinaux (belge) et la Compagnie des chemins de fer de l'Est.
|                                             |
| Le réseau ferroviaire à son apogée en 1930. |

|                                     |
| Le réseau ferroviaire de nos jours. |

|                                                    |
| Carte animée de l’évolution du réseau ferroviaire. |

### Situation actuelle

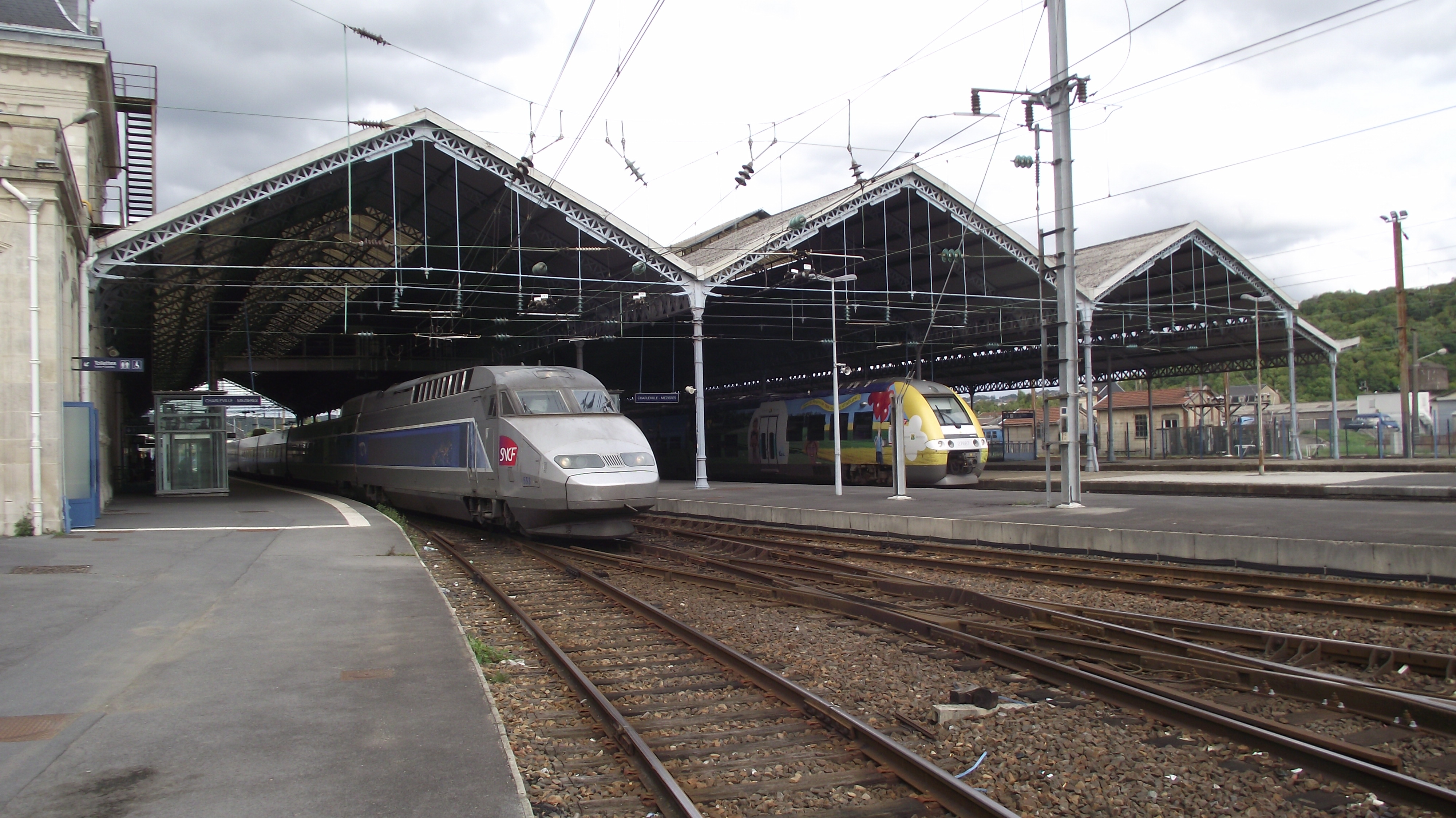
Une rame TGV Réseau et une rame Z 27500 (en livrée TER Champagne-Ardenne) en gare de Charleville-Mézières.

La principale gare de voyageurs est celle de Charleville-Mézières, avec une fréquentation annuelle d'un million de voyageurs en 2019. Les gares de Rethel, Sedan et Revin ont accueilli entre 170 000 et 326 000 voyageurs en 2019 ; les autres gares ont une fréquentation inférieure à 100 000 voyageurs.
Les Ardennes sont traversées par l'axe ferroviaire Lille-Thionville (officiellement ligne d'Hirson à Amagne - Lucquy (jusqu'à Liart), ligne de Liart à Tournes, ligne de Charleville-Mézières à Hirson (par Auvillers) (à partir de Tournes) et ligne de Mohon à Thionville). Cet axe électrifié, principalement affecté au fret, est en perte de vitesse depuis le déclin des mines du Nord-Pas-de-Calais et de la métallurgie lorraine, qu'il reliait. Cette ligne coupe au niveau de Charleville-Mézières le deuxième axe du département, la ligne de Soissons à Givet (qui provient en réalité de Reims), qui est électrifiée jusqu'à la préfecture ardennaise. 
Ces lignes sont parcourues par les trains TER Fluo (TER Grand Est) et quelques trains TER Hauts-de-France. Les gares de Rethel, Charleville-Mézières et Sedan sont également desservies par des TGV inOui au départ ou à l'arrivée de la gare de Paris-Est.

## Transport fluvial
Le canal de l'Est (qui longe la Meuse) et le canal des Ardennes (qui prolonge le canal latéral à l'Aisne jusqu'au canal de l'Est) sont navigables, mais ne sont accessibles qu'aux petites embarcations : ils sont au gabarit Freycinet (classe I). La Meuse ne devient navigable pour les péniches de 1000 à 1500 tonnes (classe IV) qu'à Givet, soit juste avant la frontière belge.

## Transport aérien
Les Ardennes sont l'un des rares départements français à n'avoir jamais possédé aucun aéroport desservi par une ligne commerciale régulière. Depuis l'arrêt en 2006 de la desserte commerciale voyageurs de l'aéroport de Reims-Champagne, les aéroports les plus proches sont situés de l'autre côté de la frontière, à Charleroi et Luxembourg.
Le département compte trois aérodromes, Charleville-Mézières, Rethel - Perthes et Sedan - Douzy.

## Transports en commun urbains et périurbains

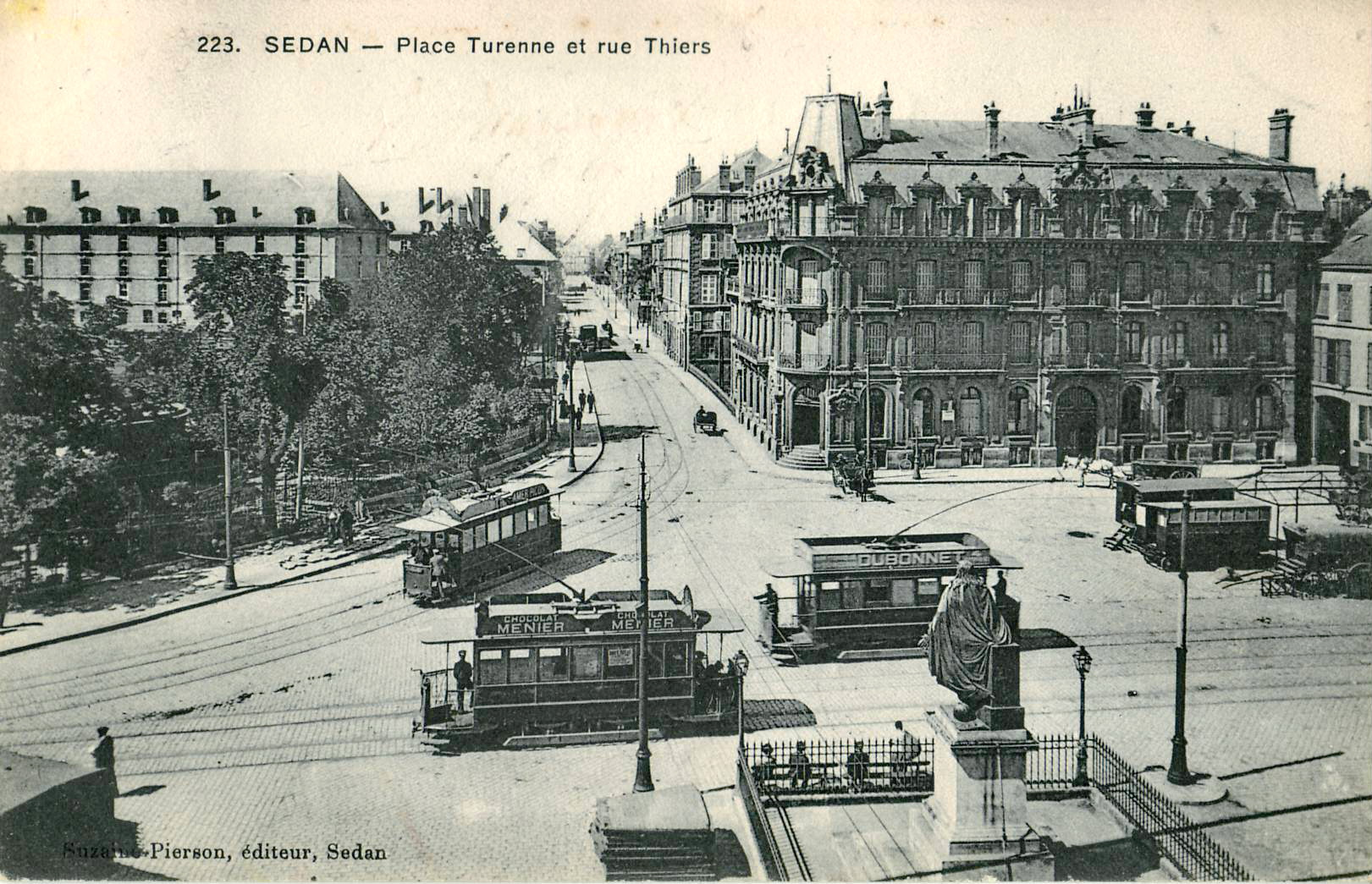
La place Turenne, cœur du tramway de Sedan, vers 1909.

Ardenne Métropole est la seule autorité organisatrice de la mobilité du département. Elle organise des services de bus dans son ressort territorial sous le nom commercial de TAC (pour Transports de l'agglomération de Charleville-Mézières).
Le département a connu des réseaux de tramway urbain, à Charleville-Mézières et à Sedan, de 1899 à leur destruction pendant la Première Guerre mondiale.

## Modes doux
Le département est traversé par plusieurs voies vertes, véloroutes et sentiers de grande randonnée.